# Maarten Van Steen
Maarten Van Steen (3 maart 1980) is een Belgische atleet, die gespecialiseerd is in de lange afstand en het veldlopen. Hij veroverde twee Belgische titels.

## Biografie
Van Steen werd in 2009 Belgisch indoorkampioen op de 3000 m en Belgisch kampioen op de 5000 m. Hij was aangesloten bij AC Lebbeke en verdedigt momenteel de kleuren van Daring Club Leuven Atletiek.

## Belgische kampioenschappen
Outdoor
| Onderdeel | Jaar |
| --------- | ---- |
| 5000 m    | 2009 |

Indoor
| Onderdeel | Jaar |
| --------- | ---- |
| 3000 m    | 2009 |

## Persoonlijke records
Outdoor
| Onderdeel | Prestatie | Datum             | Plaats             |
| --------- | --------- | ----------------- | ------------------ |
| 3000 m    | 7.53,11   | 15 juli 2009      | Naimette-Xhovémont |
| 5000 m    | 13.41,85  | 18 september 2009 | Heusden            |
| 10.000 m  | 29.19,78  | 5 juni 2006       | Neerpelt           |

Indoor
| Onderdeel | Prestatie | Datum            | Plaats |
| --------- | --------- | ---------------- | ------ |
| 3000 m    | 8.07,74   | 18 februari 2007 | Gent   |

## Palmares

### 3000 m
- 2007:  BK indoor AC – 8.08,74
- 2009:  BK indoor AC – 8.13,50

### 5000 m
- 2009:  BK AC – 14.06,94
- 2010:  BK AC – 14.09,33
- 2012:  BK AC – 14.16,69

### 10.000 m
- 2012:  BK AC te La Louvière – 29.19,78

### halve marathon
- 2005:  BK AC – 1:08.30

### marathon
- 2013:  BK AC in Oostende – 2:29.57
- 2014:  BK AC in Wezet – 2:28.26

### veldlopen
- 2008:  BK  korte cross in Oostende
- 2011:  BK  korte cross in Oostende